# Рока, Марк
Марк Рока Хунке (исп. Marc Roca Junqué; род. 26 ноября 1996, Ла-Гранада) — испанский футболист, полузащитник клуба «Реал Бетис».

## Клубная карьера

### «Эспаньол»
Рока является воспитанником «Эспаньола». В 11 лет пришёл, а в 2014 году окончил академию клуба, 24 августа 2014 года дебютировал за вторую команду в поединке против «Льейды». Всего в дебютном сезоне сыграл в 11 встречах, в восьми — выходил в стартовом составе.
4 августа 2015 года подписал контракт сроком до 2017 года. Сезон 2015/16 был твёрдым игроком основного состава, провёл 34 встречи, забил 3 мяча.
Перед сезоном 2016/17 отправился на сборы с основной командой. 26 августа 2016 года дебютировал в Примере поединком против «Малаги», выйдя в стартовом составе.

### «Бавария»
4 октября 2020 года Рока подписал 5-летний контракт с мюнхенской «Баварией». 16 октября провёл первый матч за новую команду против «Дюрена» в кубке Германии.

## Карьера в сборной
Летом 2019 года Марко был приглашён в сборную для участия в Чемпионате Европы среди молодёжных команд, который состоялся в Италии. В полуфинале забил один мяч в ворота Франции, а его команда победила 4:1 и пробилась в финал, став чемпионом Европы, обыграв сверстников из Германии со счётом 2:1.

## Достижения
«Бавария»
- Чемпион Германии (2): 2020/21, 2021/22
- Победитель клубного чемпионата мира по футболу: 2020

«Реал Бетис»
- Финалист Лиги конференций УЕФА: 2025

Испания (до 21 года)
- Чемпион Европы: 2019